# Abbazia di San Lorenzo a Coltibuono
L'abbazia di San Lorenzo a Coltibuono, più comunemente nota come badia a Coltibuono è un'ex-abbazia trasformata in villa, che si trova nel comune di Gaiole in Chianti, in provincia di Siena.

## Storia

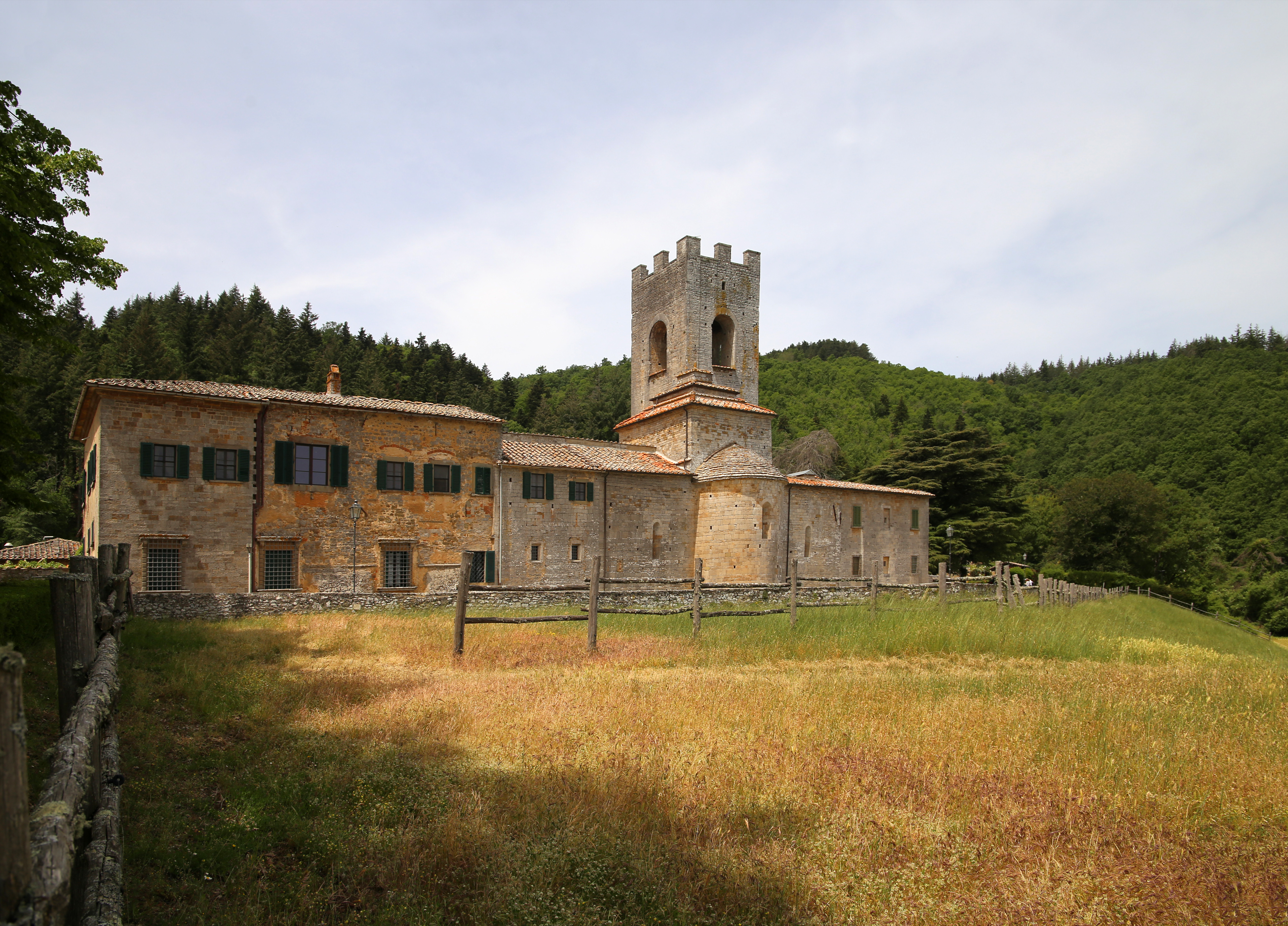
Vista della parte absidale

L'abbazia, situata nel piviere di san Pietro in Avenano, venne fondata nel 1049 dalla famiglia fiorentina Firidolfi e un paio di anni più tardi sarebbe stata donata a san Giovanni Gualberto. In questo luogo era esistente una chiesa documentata fin dalla metà del X secolo. Quello che è certo è che nel 1115 il complesso era già in possesso dei monaci Vallombrosani, come testimoniano una bolla di papa Pasquale II diretta ad Adimaro abate di Vallombrosa e un atto di Corrado di Scheiern marchese di Toscana datato 1122.
Nei secoli seguenti, grazie a numerose e cospicue donazioni, il cenobio divenne uno dei più ricchi della regione e nel momento di massima ricchezza arrivò a controllare anche la badia Ardenga, l'abbazia di Spineta e il monastero di San Jacopo a Siena.
Dal 1239 passò sotto la protezione della Repubblica di Firenze. Per le sue grandi rendite fu data in commenda, insieme alla badia a Passignano, al cardinale Giovanni de' Medici, il futuro papa Leone X.
Il 29 settembre 1810 in occasione dei festeggiamenti per la nascita del Re di Roma fu decretata l'espulsione dei religiosi da tutti i monasteri e, di conseguenza, l'abbazia venne soppressa e venduta, i suoi locali trasformati in fattoria mentre la chiesa divenne una semplice parrocchiale. L'acquirente fu Giovanni Calamai, un ricco commerciante livornese proprietario di varie fattorie nei dintorni; il Calamai però ebbe dei problemi in quanto la soppressione della badia aveva suscitato le vive proteste dei parrocchiani. I fedeli si strinsero intorno all'unico monaco rimasto, don Ilarione Parenti, che svolgeva anche funzioni di parroco e che fu protagonista di una stregua resistenza tanto da arrivare a fronteggiare anche un manipolo di soldati francesi inviati per sloggiarlo. Non volendo altri problemi il Calamai decise di affittare la badia a tale Giovanni Checcacci di Montevarchi per 4.700 scudi.
Pochi anni dopo l'avventura napoleonica finì e con essa finì anche la fortuna del Calamai che, a causa di alcune speculazioni andate male, fu assediato dai creditori. Nel 1816, per salvarsi dai creditori, istituì una lotteria i cui premi erano dei beni fondiari e tra i vari premi c'era la badia di Coltibuono, valutata ben 98.000 scudi. La lotteria però stentava e non riuscendo ad ottenere quanto previsto (60.000 biglietti per un ricavato stimato in 240.000 lire) il Calamai appioppò tutto al conte Giovanni Giraud, un avventuriero romano, che magicamente risultò il possessore del biglietto vincente. Accusato di truffa decise di disfarsene quanto prima e riuscì a venderla ad un altro singolare personaggio che all'epoca risiedeva a Firenze: il principe Stanislao Poniatowsky, nipote del Re di Polonia Stanislao Augusto. Legato a Cassandra Luci, la sposò nel 1830 e quando restò vedova lei e i figli sperperarono tutto il patrimonio per finanziare spettacoli e opere. Anche loro finirono presto travolti dai debiti e così nel 1846 la badia venne venduta al cavalier Guido Giuntini, il quale prima di pagare si fece dare tutte le garanzie dal Vaticano contro un possibile ritorno dei Vallombrosani.
Passata attraverso vari proprietari per via ereditaria, appartiene attualmente alla famiglia Stucchi Prinetti, attiva nella produzione di vini e olio biologici con l'etichetta della badia, che accoglie inoltre un agriturismo e dei corsi di cucina e degustazione di vini. L'azienda oggi è gestita da Emanuela e Roberto Stucchi Prinetti, due dei quattro figli di Pietro e Lorenza, nata de' Medici, nota scrittrice di libri di cucina.

## Descrizione

### La chiesa abbaziale

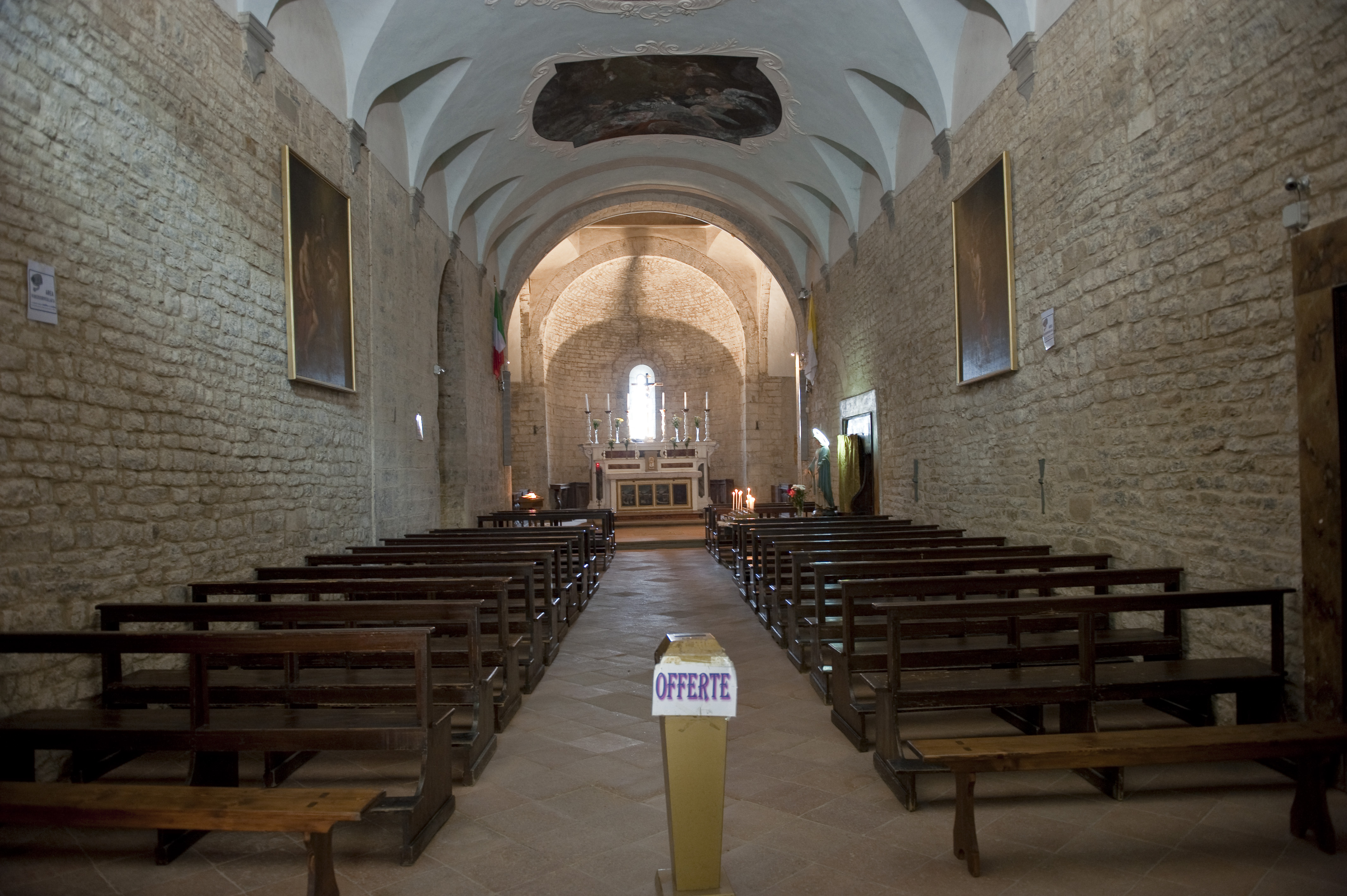
Navata

La chiesa abbaziale, intitolata a san Lorenzo presenta una pianta a croce latina tipica delle chiese vallombrosane; si tratta di un'unica navata rettangolare conclusa da un'abside semicircolare e cupola impostata all'incrocio tra la navata e il transetto con un tiburio quadrilatero la cui copertura a riseghe conferisce alla struttura la forma di una pagoda.
La copertura della navata è realizzata con una falsa volta settecentesca decorata con affreschi e stucchi di gusto tardo barocco, mentre originali sono le volte a botte del transetto; la navata presenta un paramento murario realizzato in ciottoli di fiume di modesta fattura mentre nel transetto, nell'abside e nel campanile il paramento è in filaretto di alberese.
Sulla sinistra si trova la massiccia torre campanaria aperta sulla sommità da quattro grandi monofore e iniziata nel 1160; tale torre è dimensioni grandiose e si sposa perfettamente con il tiburio e la parte absidale della chiesa, ciò non accade con il corpo longitudinale della chiesa, di modeste dimensioni e con la facciata, quest'ultima preceduta da un modesto porticato che si sviluppa anche nel fianco sinistro della chiesa.
Al suo interno, sotto l'altar maggiore, riposano i resti mortali del beato Benedetto Ricasoli (+ 1107).

### Il monastero

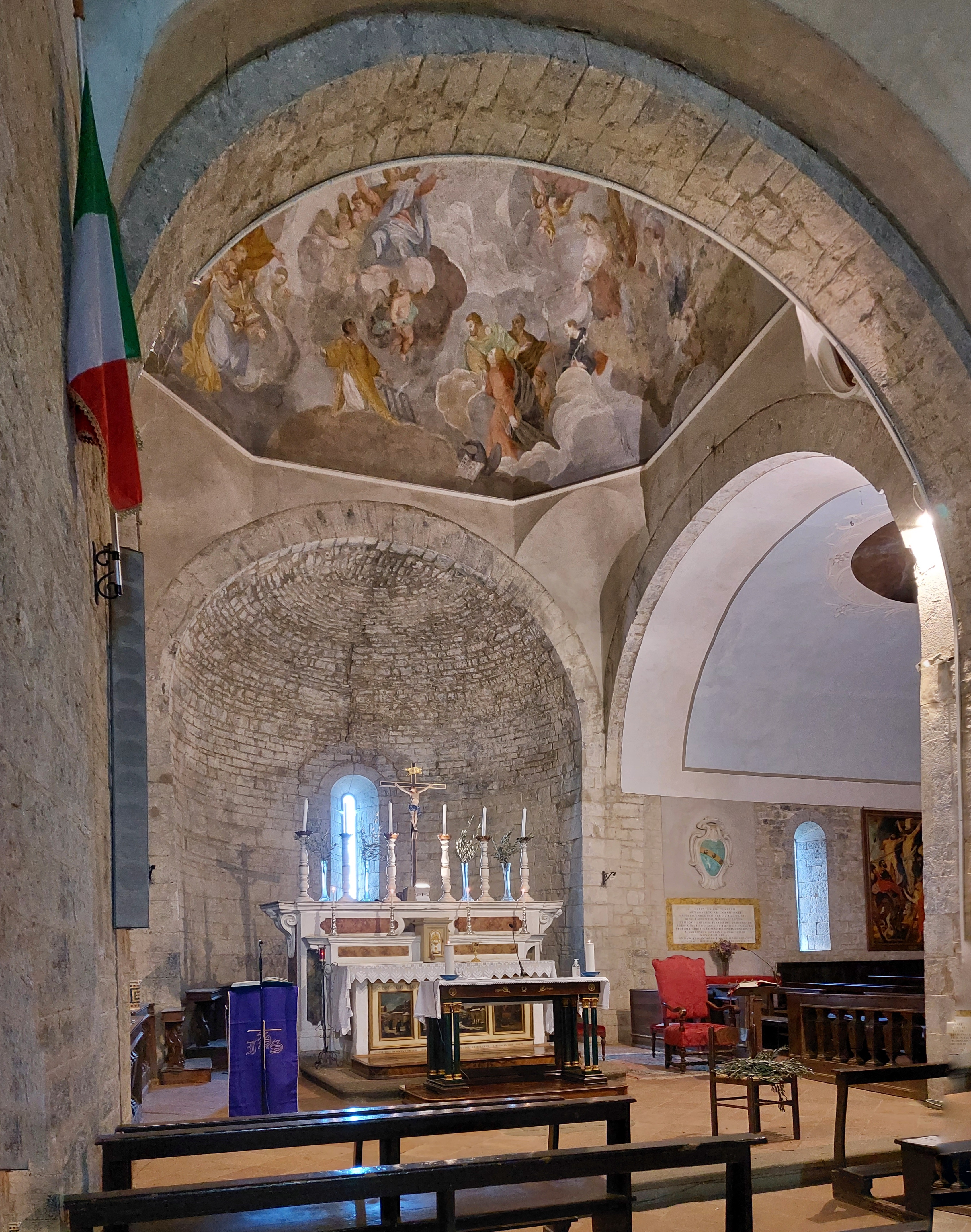
Altare e cupola

Da un portone posto sulla destra della facciata si può accedere al monastero. Tutto il complesso è stato trasformato in residenza di campagna del XIX secolo ma ancora si distinguono il chiostro e il refettorio, oggi nelle forme cinque-seicentesche.

### Il giardino
Il giardino della badia, restaurato radicalmente negli ultimi decenni, è impostato secondo uno schema che rispecchia quello dell'antico hortus conclusus (orto murato) spartito da geometriche di siepi di bosso con inserimenti di piante aromatiche e officinali.
La vasca rettangolare posta al centro del giardino e le pavimentazioni dei sentieri sono realizzati in pietra serena. Lunghi pergolati di vite ornano alcuni dei percorsi esterni. Di fianco alla Badia si erge un cedro del Libano alto 20 metri e con una circonferenza del tronco di 7 metri, censito nell'elenco delle piante monumentali della Toscana del Corpo Forestale dello Stato.
La proprietà è circondata da grandi boschi di abete bianco, frutto dell'opera di rimboschimento svolta dai monaci e rilanciata poi nell'Ottocento.

## Bibliografia

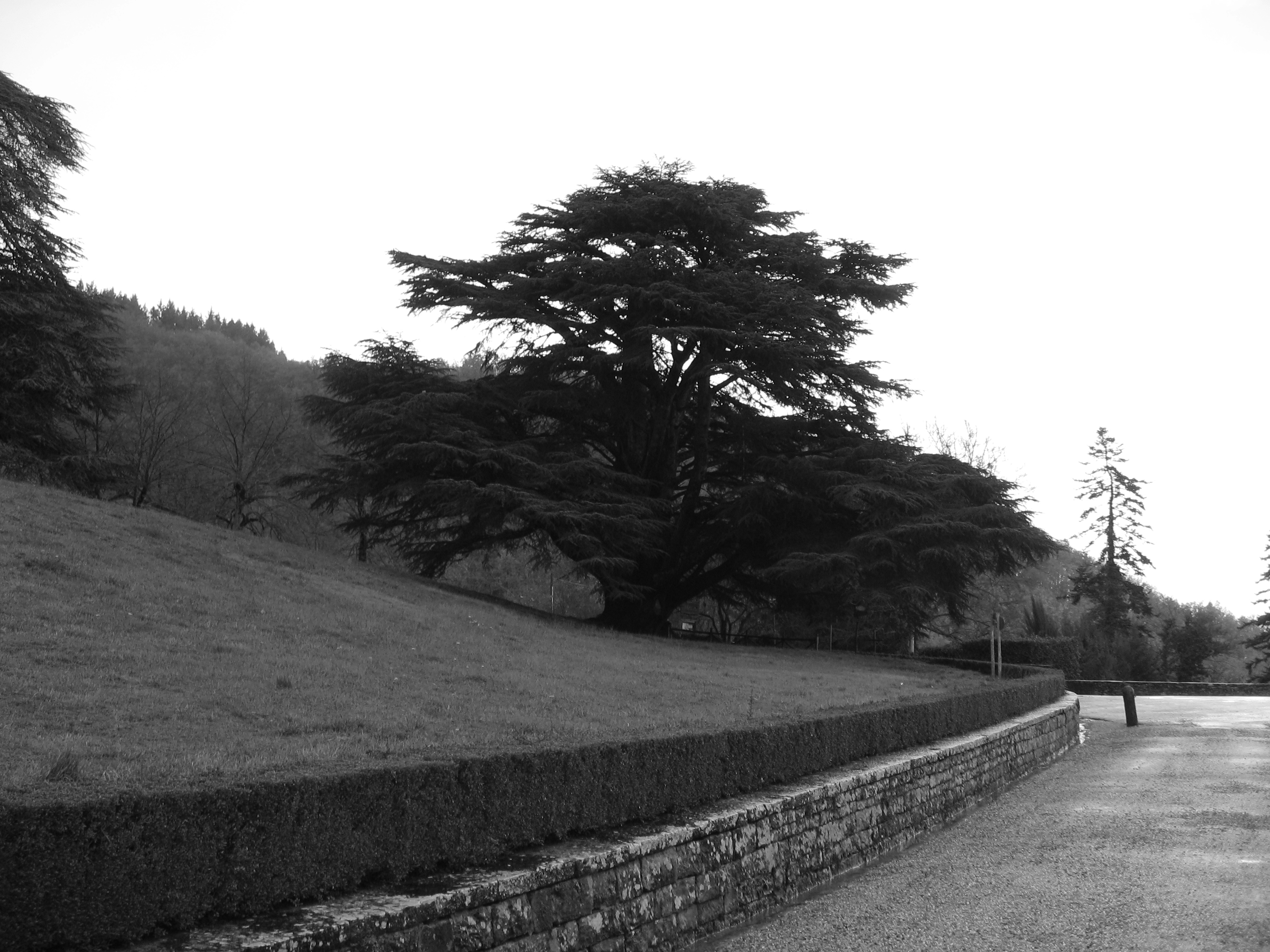
Il cedro del Libano nei pressi dell'abbazia